# 橋村祐太
橋村 祐太（はしむら ゆうた、1991年9月10日 - ）は、東京都世田谷区出身のサッカー選手。ポジションはミッドフィールダー（MF）。

## 来歴
2010年に横浜FCに入団。横浜FCユースからトップチームへ昇格した選手は2005年の大槻亮輔以来2人目である。この年の公式戦出場は無かったものの加入初年度からベンチ入りを果たしている。
2011年ギラヴァンツ北九州に期限付き移籍したが、ベンチ入りは多かったものの出場機会は数試合で、翌年1月31日の統一契約期間満了を以てしても去就が発表されなかった。
その後2月7日になって、自身の意思により横浜FCとの契約を更新せず、大学進学に進路を切り替えたことが横浜FCから発表された。桐蔭横浜大学に進学し、同大学のサッカー部に所属した。
2021年品川CC横浜からYokohama Hardysに移籍した。

## 所属クラブ
- 1998年 - 2003年 横浜SCつばさ (横浜市立矢上小学校)
- 2004年 - 2006年 横浜FC鶴見ジュニアユース (横浜市立日吉台中学校)
- 2007年 - 2009年 横浜FCユース (神奈川県立住吉高等学校)
- 2010年 - 2011年  横浜FC
  - 2011年  ギラヴァンツ北九州 (期限付き移籍)
- 2012年 - 2015年 桐蔭横浜大学
- 2015年 - 2020年  品川CC横浜
- 2021年 -  Yokohama Hardys

## 個人成績
| 国内大会個人成績 | 国内大会個人成績 | 国内大会個人成績 | 国内大会個人成績 | 国内大会個人成績 | 国内大会個人成績 | 国内大会個人成績 | 国内大会個人成績 | 国内大会個人成績 | 国内大会個人成績 | 国内大会個人成績 | 国内大会個人成績 |
| 年度             | クラブ           | 背番号           | リーグ           | リーグ戦         | リーグ戦         | リーグ杯         | リーグ杯         | オープン杯       | オープン杯       | 期間通算         | 期間通算         |
| 年度             | クラブ           | 背番号           | リーグ           | 出場             | 得点             | 出場             | 得点             | 出場             | 得点             | 出場             | 得点             |
| 日本             | 日本             | 日本             | 日本             | リーグ戦         | リーグ戦         | リーグ杯         | リーグ杯         | 天皇杯           | 天皇杯           | 期間通算         | 期間通算         |
| ---------------- | ---------------- | ---------------- | ---------------- | ---------------- | ---------------- | ---------------- | ---------------- | ---------------- | ---------------- | ---------------- | ---------------- |
| 2010             | 横浜FC           | 29               | J2               | 0                | 0                | -                | -                | 0                | 0                | 0                | 0                |
| 2011             | 北九州           | 27               | J2               | 2                | 0                | -                | -                | 0                | 0                | 2                | 0                |
| 通算             | 日本             | 日本             | J2               | 2                | 0                | -                | -                | 0                | 0                | 2                | 0                |
| 総通算           | 総通算           | 総通算           | 総通算           | 2                | 0                | -                | -                | 0                | 0                | 2                | 0                |